# Дон Баттерфілд
Дон Ба́ттерфілд (англ. Don Butterfield), повне ім'я До́нальд Ба́ттерфілд (англ. Donald Butterfield; 1 квітня 1923, Централія, Вашингтон — 27 листопада 2006, Седар-Грув, Нью-Джерсі) — американський джазовий тубіст.

## Біографія
Народився 1 квітня 1923 року в Централії (штат Вашингтон). Проходив службу в армії (1942—46), потім навчався Джульярдській школі. Професійний дебют відбувся з Goldman Band. Грав у студіях телеканалів CBS і NBC, у симфонічних оркестрах; також записувався з Джекі Глісоном і працював деякий час з оркестром Клода Торнгілла у 1950-х.
З початку 1950-х грав в оркестрі Радіо-сіті-мьюзик-холу; в Jazz Composers Workshop з Тедді Чарльзом, Тео Масеро, Чарльзом Мінгусом (1955—56). Записувався з власним секстетом на Atlantic у 1955 році, потім виступив з гуртом на джазовому фестивалі в Ньюпорті (1958). Писав статті для журналу «Down Beat» (1962). Грав з оркестром Діззі Гіллеспі на джазовому фестивалі в Антібах (1962). Концертував з Мінгусом (1962—63), Дакотою Стейтон, Олівером Нельсоном (1963).
У 1950-х і 1960-х написав велику кількість саундтреків до кінофільмів. Записувася з оркестром Теда Джонса-Мела Льюїса (1976). Став одним з найперших тубістів у сучасному джазі.
Помер 27 листопада 2006 року в Седар-Гоув (штат Нью-Джерсі) у 83-річному віці.

## Дискографія
- 5 Impressions of Color (Blue Note, 1955) з Джином Меллом